# هیرونو، ایواته
هیرونو، ایواته (به لاتین: Hirono, Iwate) یک منطقهٔ مسکونی در ژاپن است که در استان ایواته واقع شده‌است. هیرونو ۳۰۳٫۲۴ کیلومترمربع مساحت و ۱۶٬۸۹۹ نفر جمعیت دارد.